# Ibacus peronii
Ibacus peronii е вид ракообразно от семейство Scyllaridae.

## Разпространение
Видът е разпространен в Австралия (Виктория, Западна Австралия, Куинсланд, Нов Южен Уелс и Южна Австралия).